# Prizren (district)

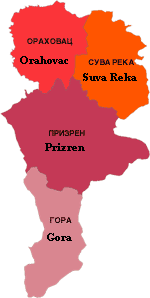
Kaart van het district Prizren

Prizren (Servisch: Призренски управни округ, Prizrenski upravni okrug) is een Servisch administratief district in Kosovo en Metohija. De hoofdplaats is Prizren.
Hoewel Kosovo sinds juni 1999 met de aanvaarding van Veiligheidsraadresolutie 1244, onttrokken werd aan de macht van Servië en hoewel Kosovo op 17 februari 2008 eenzijdig zijn onafhankelijkheid heeft uitgeroepen en dus een de facto onafhankelijke staat is, blijft Servië Kosovo - ook in zijn wetgeving - beschouwen als een onlosmakelijk deel van zijn eigen grondgebied.
De "Ordonnantie over de administratieve districten" (Servisch:Uredba o upravnim okruzima) van 27 februari 2006 bepaalt dat het administratief district Prizren een deel is van de Republiek Servië.

## Gemeenten
Het district Prizren bestaat uit de volgende gemeenten:
- Orahovac
- Suva Reka
- Prizren
- Gora